# Cresta-Biwak
Das Cresta-Biwak ist eine Schutzhütte des Schweizer Alpen-Clubs Sektion Saas in den Walliser Alpen im Kanton Wallis in der Schweiz.

## Lage und Betrieb
Das Biwak steht am Fuss des Latelhorns, im Nordosten rund zweihundert Höhenmeter über dem Antronapass auf 3025 m ü. M. Es wird von der Sektion Saas des Schweizer Alpen-Clubs betrieben und ist nicht bewartet.

## Geschichte
Das Biwak wurde 1997 in einer geschützten Mulde errichtet. Dabei konnte die alte Konstruktion des Mischabeljochbiwaks verwendet werden, das einem Neubau weichen musste. Das Cresta-Biwak ist in gutem Zustand und mit dem Notwendigen ausgestattet. Es ist seit Sommer 2018 als 152. offizielle SAC-Hütte im Hüttenverzeichnis des SAC aufgeführt.
Das Biwak ist der ideale Ausgangspunkt für die Gratüberschreitung der Cresta di Saas, dem langen Grenzkamm Italien/Schweiz zwischen dem Valle Antrona und dem Saastal. 

## Zustiege

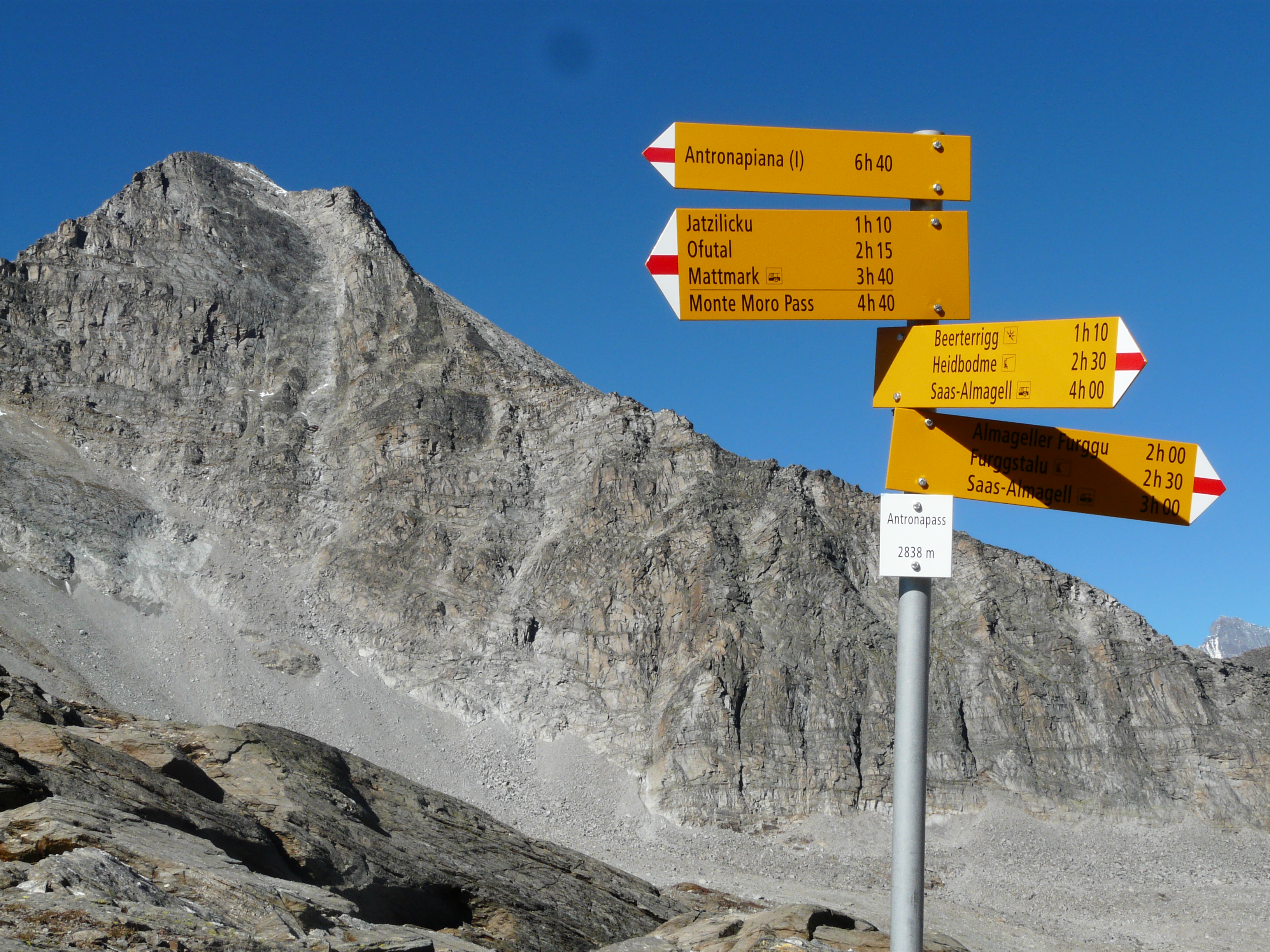
Antronapass mit Stellihorn

- Von Furgstalden durch das Furggtäli zum Antronapass (Normalroute) in 4 Stunden, 1150 Höhenmeter, Schwierigkeitsgrad T3.
- Sesselbahn Saas-Almagell bis Heidbodmen über alpinen Höhenwanderweg in 3 Stunden
- Von Mattmark via Ofental und Jazzilücke zum Antronapass in 4 bis 5 Stunden

## Gipfel
- Latelhorn via Cresta-Biwak (Normalroute) in 4 Stunden, 1200 Höhenmeter, T5. Abstieg in 2 Stunden.